# Nardho
Nardho – gaun wikas samiti we wschodniej części Nepalu w strefie Sagarmatha w dystrykcie Saptari. Według nepalskiego spisu powszechnego z 2001 roku liczył on 990 gospodarstw domowych i 6066 mieszkańców (2998 kobiet i 3068 mężczyzn).